# Córrego 215
Der Córrego 215 (in ausgeschriebener Form Córrego Duzentos e Quinze) ist ein etwa 75 km langer linker Nebenfluss des Rio Ivaí im Nordwesten des brasilianischen Bundesstaats Paraná.

## Geografie

### Lage
Das Einzugsgebiet des Córrego 215 befindet sich auf dem Terceiro Planalto Paranaense (Dritte oder Guarapuava-Hochebene von Paraná).

### Verlauf
Sein Quellgebiet liegt im Munizip Umuarama auf 434 m Meereshöhe 5 km südlich der Ortschaft Serra dos Dourados in der Nähe der PR-580.
Der Fluss verläuft in nördlicher Richtung. Nördlich von Umuarama bildet er ein Stück weit die Grenze zwischen Douradina und Ivaté, bevor er dieses Munizip südlich des Hauptorts in nordwestlicher Richtung durchquert. Er erreicht dessen Grenze zu Icaraíma und fließt auf ihr bis zu seiner Mündung in den Rio Ivaí. Er mündet auf 237 m Höhe. Er ist etwa 75 km lang.

### Munizipien im Einzugsgebiet
Am Córrego 215 liegen die vier Munizipien Umuarama, Douradina, Ivaté und Icaraíma.

### Nebenflüsse
links:
- Córrego Ferreirinha
- Córrego 220 (Córrego Duzentos e Vinte)
- Córrego Azul

rechts
- Córrego Agua Preta.